# Relaciones Brasil-Estados Unidos
Las relaciones Brasil-Estados Unidos son las relaciones diplomáticas entre Brasil y Estados Unidos. Las relaciones tienen una larga historia. Estados Unidos fue, tras solamente la Argentina, el segundo país en reconocer la independencia brasileña, y Brasil fue la única nación suramericana en enviar tropas para luchar junto a los Aliados en la Primera y en la Segunda Guerra Mundial. Aunque nunca se confrontan abiertamente entre sí, los dos países han tenido relaciones relativamente distantes, con breves períodos de cooperación. Si bien las relaciones entre Brasil y Estados Unidos se fortalecieron significativamente después de la elección de Dilma Rousseff como presidenta de Brasil en 2010 y el reciente deterioro de las relaciones Brasil-Irán, ha habido una ruptura significativa en las relaciones durante junio de 2013 con la revelación de los programas de vigilancia masiva de EE. UU. en Brasil después de que hubiera habido pruebas de espionaje estadounidense sobre Rousseff. Esa ruptura retrocedió un poco en 2014 después de que quedó claro que el presidente de los Estados Unidos Barack Obama no había participado directamente en los programas de vigilancia.
Las relaciones han mejorado notablemente desde la visita de estado de Rousseff el 30 de junio de 2015 a los Estados Unidos, casi dos años después de haber cancelado una visita anterior a los Estados Unidos por los escándalos de espionaje.
La relación entre ambos países representa a los dos países más poblados y poderosos del continente americano  (siendo los más dominantes en Sudamérica y Norteamérica respectivamente); debido al peso político y económico de ambos países a nivel mundial comparten membresía en una variedad de organizaciones internacionales, incluidas Naciones Unidas, Organización Mundial del Comercio, Organización de los Estados Americanos, G8+5, y el Grupo de los 20. Brasil es una de las naciones más pro-americanas del mundo. Según un sondeo de opinión global, el 65% de los brasileños vieron a los Estados Unidos favorablemente en 2014, aumentando al 73% en 2015. En 2015, el 63% de los brasileños dijeron que confiaban en que Obama haría lo correcto en los asuntos mundiales. En otra encuesta realizada a fines de 2013, el 61% de los estadounidenses veía a Brasil favorablemente, y el 15% lo veía de manera desfavorable.

## Historia

### Historia temprana

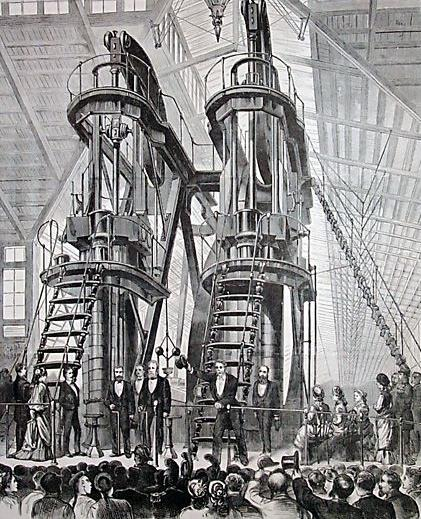
El Presidente de los Estados Unidos Ulysses S. Grant y el Emperador Pedro II de Brasil durante las ceremonias de apertura de la Exposición del Centenario en Filadelfia, 1854

Tras la transferencia del tribunal real portugués a Río de Janeiro y la posterior apertura de los puertos a buques extranjeros, Estados Unidos fue, en 1815, el primer país en establecer un consulado en Brasil, más precisamente en Recife, Pernambuco. También fue la primera nación en reconocer la declaración de independencia de Brasil de Portugal en 1824. Reconocer la independencia de los países de las Américas de sus metrópolis europeas fue una política de Doctrina Monroe de los Estados Unidos, que esperaba socavar la influencia europea en la región. Durante el siglo XIX y la primera mitad del siglo XX, la interacción entre los dos se limitó a foros multilaterales, como la conferencia de estados americanos. En la primera Conferencia Panamericana en 1890, muchos países de las Américas, incluidos los EE. UU. Y Brasil, discutieron una serie de proyectos de integración regional. Los que van desde la integración militar a la económica. Los Estados Unidos planearon crear un bloque económico panamericano, anti-europeo, una unión aduanera. Significaba suspender los aranceles externos aplicados al comercio interamericano pero no al comercio europeo-estadounidense.
La Revolución brasileña de 1930 derrocó a los dueños de las plantaciones de café oligárquico y llevó al poder a la clase media urbana y los intereses comerciales que promovían la industrialización y la modernización. La promoción agresiva de una nueva industria dio un giro a la economía en 1933 y alentó a los inversores estadounidenses. Los líderes de Brasil en las décadas de 1920 y 1930 decidieron que el objetivo implícito de la política exterior de Argentina era aislar a los brasileños de habla portuguesa de los vecinos de habla hispana, facilitando así la expansión de la influencia económica y política argentina en América del Sur. Peor aún, era el temor de que un ejército argentino más poderoso lanzara un ataque sorpresa contra el ejército brasileño más débil. Para contrarrestar esta amenaza, Brasil forjó vínculos más estrechos con Estados Unidos. Mientras tanto, Argentina se movió en la dirección opuesta.

### Segunda Guerra Mundial
Durante la Primera Guerra Mundial, Brasil fue un aliado incondicional de los Estados Unidos y envió a sus militares a luchar contra Alemania, incluso cuando los submarinos alemanes hundieron el envío brasileño. Los Estados Unidos proporcionaron $ 100 millones en Lend Lease dinero a cambio del uso de aeródromos para transportar tropas y suministros a través del Atlántico, y bases navales para combatir u-boats. En marcado contraste, Argentina fue oficialmente neutral y en ocasiones favoreció a Alemania.

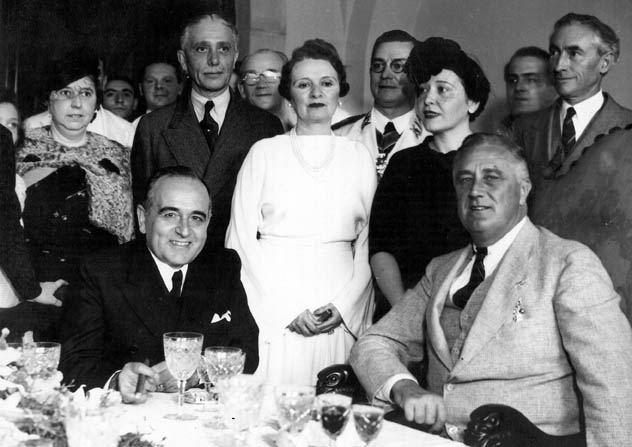
Presidentes Getúlio Vargas (izquierda) y Franklin D. Roosevelt (derecha) en Río de Janeiro, 1936.

Las interacciones Brasil–EE. UU. aumentaron durante Segunda Guerra Mundial. En 1942, durante el primer mandato presidencial Getúlio Vargas (1930–1945), Brasil hizo algunas contribuciones a los Aliados - los Estados Unidos, la Unión Soviética, y Reino Unido - contra las potencias del Eje. Esto condujo a la creación de la Comisión de Defensa Brasil–Estados Unidos, que estaba presidida por James Garesche Ord y trabajó para fortalecer los lazos militares entre los dos países, reduciendo la probabilidad de ataques del Eje en el transporte marítimo de los EE. UU., ya que los soldados viajaron a través del Atlántico a África y Europa, y minimiza la influencia del Eje en América del Sur.
Brasil concedió temporalmente a los EE. UU. Algo de espacio en Noreste de Brasil para que la nación norteamericana pudiera lanzar sus aviones para combatir el Eje en Europa y África (la costa noreste de Brasil es el punto más oriental de América). Ver también "Fiebre del Caucho". En 1944, Brasil también envió la Fuerza Expedicionaria Brasileña para ser comandada por el ejército estadounidense en Europa. Vargas se mostró satisfecho con la promesa de Franklin Franklin de que se le otorgaría un asiento permanente en el Consejo de Seguridad de la ONU, una promesa que los EE. UU. No pudieron cumplir más tarde debido a la resistencia de la Unión Soviética y los EE. UU.
La presidencia de Eurico Gaspar Dutra (1946–51) abrió un breve período de gobierno democrático después de la expulsión de Getúlio Vargas. Durante la administración de Dutras, la política exterior de Brasil se alineó estrechamente con la de Estados Unidos. Dutra prohibió al Partido Comunista Brasileño (PCB) en 1947 y rompió relaciones con la Unión Soviética. En contradicción con el nacionalismo económico de su predecesor, abrió el país para las inversiones extranjeras, en su mayoría estadounidenses. El regreso al poder de Getúlio Vargas en 1951, ahora de manera democrática, sin embargo, marcó un enfriamiento de las relaciones y un retorno al nacionalismo económico. Vargas culpó a los Estados Unidos por su derrocamiento en 1945 y apeló al nacionalismo brasileño, un sentimiento que estaba creciendo en muchos sectores, incluidas las fuerzas armadas. En el nuevo mandato de Vargas, las viejas tensiones con el capital extranjero volvieron con toda su fuerza, especialmente después de que intentó implementar un proyecto de ley que impedía que el 90% del capital producido en el país fuera enviado a bancos internacionales. Como resultado de los muchos escándalos en su segundo mandato: escándalos de corrupción, tensiones con el ejército, etc., Vargas se suicidó en 1954. Dejó una carta de suicidio, la Carta testamento, en la que señala la denigración de los medios y la presión de los bancos extranjeros como la culpa de su depresión y muerte.

### Guerra Fría

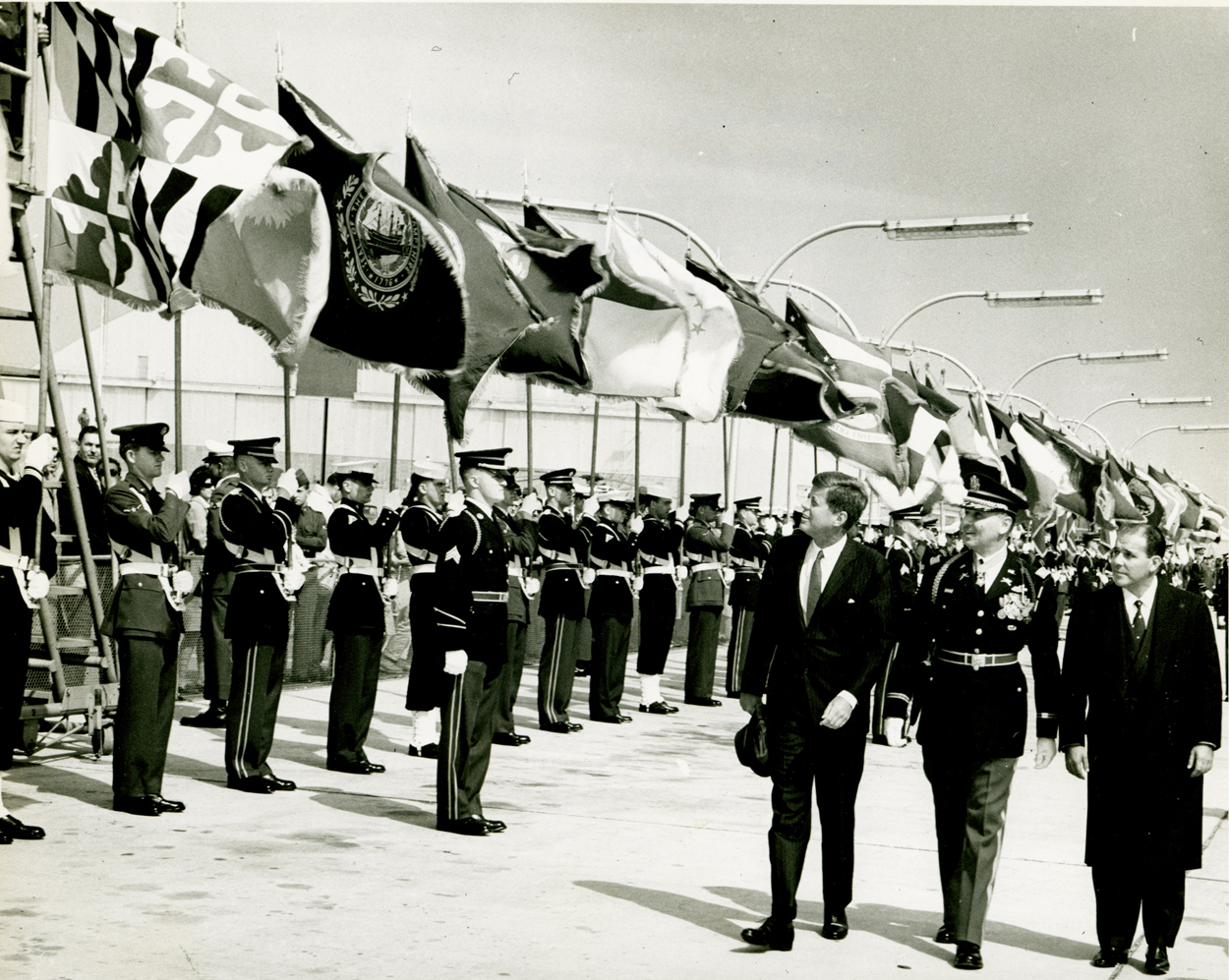
El presidente John F. Kennedy (izquierda) y el presidente João Goulart durante una revisión de las tropas el 3 de abril de 1962.

En 1956 Juscelino Kubitschek asumió el cargo (1956–1961). Al igual que Vargas, Kubitschek tenía una política económica pro-industria. Lo llamó "nacional desarrollismo". Pero a diferencia del plan de Vargas (y a pesar del propio nombre de la política), el de Kubitschek estaba abierto a inversiones de capital extranjero. Aunque fortaleció las relaciones con América Latina y Europa, Kubitschek también buscó mejorar los vínculos con los Estados Unidos. Su política económica atrajo grandes inversiones directas del capital extranjero, gran parte de las cuales provino de los Estados Unidos. También propuso un ambicioso plan para la ayuda al desarrollo de los Estados Unidos en América Latina, la Operación Panamericana. La administración saliente del Presidente Dwight Eisenhower encontró el plan sin interés, pero la administración del Presidente John F. Kennedy asignó fondos en 1961 para la Alianza para el Progreso.
Las relaciones se enfriaron nuevamente luego de que el presidente Jânio Quadros asumiera el cargo. Gobernó por solo algunos meses en 1961. Quadros era un conservador y su campaña había recibido el apoyo de UDN, el entonces partido de la derecha más grande de Brasil que, cinco Años más tarde, se transformaría en ARENA, el partido de la dictadura militar. Pero la política exterior de Quadros, llamada "Política exterior independiente", erosionó rápidamente su apoyo conservador. En un intento por forjar nuevas asociaciones comerciales, el presidente brasileño trató de crear vínculos más estrechos con algunos países comunistas. Eso incluía a Cuba. Quadros apoyó abiertamente a Fidel Castro durante la [invasión de Bahía de Cochinos] liderada por los Estados Unidos. Visitó la nación caribeña después del evento, y cuando el revolucionario cubano Ernesto "Che" Guevara retribuyó la visita, fue condecorado con el honor más alto de Brasil. Como resultado de la inestabilidad política en el país, algo provocado por su ruptura con la UDN y las tensiones con los militares, Quadros renunció. En ese momento, su vicepresidente, João Goulart, estaba en una misión diplomática en comunista China.
En ese año, Goulart asumió el cargo (1961–1964). Sin embargo, la inestabilidad política continuó siendo alta, ya que no solo Goulart mantuvo la inusual política exterior de Quadros (que la prensa brasileña criticó como "infiltrado por el comunismo"), sino que también mostró una clara tendencia izquierdista en los asuntos internos. Tenía una postura pro sindical e incrementó el salario mínimo (que el fiscal austero Quadros había exprimido previamente). A fines de 1963, los Estados Unidos redujeron sus relaciones con Brasil y redujeron la ayuda al país. Las preocupaciones de Washington eran que Brasil se convertiría en una potencia emergente no alineada como Egipto. Pero esas preocupaciones se disiparon el 31 de marzo de 1964. Ese día, un golpe de Estado derrocó al gobierno civil. Un régimen militar amistoso de los Estados Unidos lo reemplazó.

#### Apoyo del gobierno de los Estados Unidos en el golpe
Aunque nunca fue admitido por el gobierno de los EE. UU., Los EE. UU. Proporcionaron en secreto armas y otro tipo de apoyo a los conspiradores militares. Los documentos del gobierno de EE. UU. Publicados el 31 de marzo de 2007, el 40 aniversario del golpe de Estado brasileño, exponen el papel de los EE. UU. Una cinta de audio lanzada ese día, por ejemplo, mostraba al presidente estadounidense Lyndon B. Johnson (1963–1969) instruyendo a sus ayudantes en Brasil con estas palabras: "Creo que deberíamos dar todos los pasos que podamos, estar preparados para hacer todo lo que necesitamos hacer ". El Administración Kennedy liderado por el antecesor de Johnson John F. Kennedy (1961-1963), quien fue asesinado en 1963, fue el arquitecto del golpe.  El presidente Kennedy había comenzado los preparativos para el golpe en julio de 1962.  El embajador de los Estados Unidos en Brasil, Lincoln Gordon, un remanente de la Administración Kennedy, fue quizás la autoridad más entusiasta de los EE. Lincoln y el asesor en jefe de América Latina Richard N. Goodwin se reunieron con el presidente cuando comenzaron los preparativos para el golpe en julio de 1962. El fiscal general de los Estados Unidos Robert Kennedy, otro remanente de la Administración Kennedy y hermano del fallecido presidente, también se mostró muy entusiasmado con el golpe. Una cinta de audio lanzada en el 50 aniversario del golpe de Estado en 2014 reveló que Robert Kennedy había caracterizado a Goulart como un político "astuto", quien "cree que nos tiene atrapados".
Cinco días antes del golpe, Gordon escribió a los agentes de la Agencia Central de Inteligencia al detallar cómo EE. UU. debería ayudar a los conspiradores: "Si queremos influir en nuestra influencia para ayudar a evitar un gran desastre aquí, lo que podría convertir a Brasil en el país". China de la década de 1960: aquí es donde yo y todos mis asesores principales creemos que nuestro apoyo debería ser colocado " Para asegurar el éxito del golpe, Gordon recomendó "que se tomen las medidas más pronto para prepararse para una entrega clandestina de armas de origen no estadounidense, que se pondrá a disposición de los partidarios de Castello Branco en Sao Paulo". En un cable posterior, desclasificado en febrero de 2004, Gordon sugirió que estas armas estén "colocadas previamente antes de cualquier estallido de violencia", para ser utilizadas por unidades paramilitares y "militares amigos contra militares hostiles si es necesario". Para ocultar el rol de los EE. UU., Gordon recomendó que las armas se entregaran a través de "un submarino sin marcar que se descargará de noche en lugares aislados de la costa en el estado de Sao Paulo, al sur de Santos".
En 2001, Gordon publicó un libro sobre la historia de Brasil desde el golpe militar, "la segunda oportunidad de Brasil: en ruta hacia el primer mundo". En él negó su papel en el asunto. Sin embargo, sobre la importancia de Gordon para el movimiento golpista, James N. Green, un brasileño estadounidense, dijo en una entrevista con un sitio web brasileño: "[Gordon] cambió la historia de Brasil, ya que dio luz verde para que los militares avanzaran el golpe en 1964. Dejó en claro que, si se avanzaba en el golpe, los Estados Unidos lo reconocerían de inmediato, lo cual era fundamental [para los conspiradores] ". Los medios de comunicación, tanto en Brasil como en Estados Unidos, elogiaron el golpe.
Los Estados Unidos reconocieron de inmediato al nuevo gobierno interino. En el día del golpe, una fuerza de tarea naval de los Estados Unidos estaba anclada cerca del puerto de Vitória. La administración Johnson (y el Fondo Monetario Internacional) hicieron grandes préstamos al nuevo Castelo Branco (1964–67).

#### Relaciones del gobierno de los Estados Unidos con el gobierno militar
El nuevo presidente militar adoptó una política de alineación casi total con los Estados Unidos. "Lo que es bueno para Estados Unidos, es bueno para Brasil", afirmó el general Juracy Magalhães, el ministro de Relaciones Exteriores de la administración de Castelo Branco. De acuerdo con este pensamiento, Castelo Branco adoptó una serie de políticas proestadounidenses tanto en la agenda extranjera como en la nacional: en 1964 cortó relaciones con Cuba y China; en 1965 envió tropas a Santo Domingo en apoyo a la ocupación estadounidense de la República Dominicana; se opuso a la creación, propuesta por Chile, de un área comercial latinoamericana que excluiría a los EE. UU .; y defendió la creación de una Fuerza de Paz Interamericana, una fuerza militar panamericana que estaría compuesta por contingentes militares de todos los países de las Américas. La fuerza estaría encabezada por la Organización de Estados Americanos, y su función principal sería intervenir en cualquier nación de la región donde hubiera peligro de una revolución de izquierda.
Al formar su equipo económico, Castelo Branco tomó en serio los consejos que le habían dado los funcionarios estadounidenses. Esto, uno ve en su indicación para el Ministerio de Planificación de Roberto Campos, un economista monetarista educado en los Estados Unidos. Junto con el ministro de Finanzas Otávio Bulhões, Campos implementó reformas para reducir la inflación y hacer que el ambiente brasileño esté más abierto al capital extranjero. Entre ellos se incluyen: recortes del gasto público, aumentos de impuestos para los consumidores y congelamiento de salarios para reducir la inflación; privatizaciones masivas; eliminación de la restricción de remesas de capital a bancos extranjeros; recortes de impuestos a las ganancias multinacionales; y el retiro de los subsidios y la legislación que protegía a las industrias nacionales de la competencia extranjera.
Desde el 82% en 1963, la inflación anual cayó a 22,5% en 1967. En 1966, el déficit presupuestario era del 1,1% del PIB, del 3,2% en 1964. Por lo tanto, si se tienen en cuenta los objetivos de tales políticas económicas, Se puede considerar como efectivo. Pero eran impopulares tanto con la sociedad en general como con los sectores nacionalistas de las fuerzas armadas. Este último acusó al equipo económico de estar completos ( entreguistas ) empeñados en destruir industrias nacionales y entregar el país a las multinacionales estadounidenses. Tales acusaciones a menudo aparecían en la prensa brasileña, que fue mayormente sin censura durante el período 1964–1967. El público atribuyó al gobierno estadounidense una inmensa influencia política sobre el régimen brasileño, una impresión encapsulada en una campaña simulada iniciada por un humorista, Otto Lara Resende, cuyo lema era: "¡Basta de intermediarios: Lincoln Gordon para presidente!" El propio Gordon se quejó de que los asesores estadounidenses estaban implicados en "casi todas las decisiones impopulares con respecto a los impuestos, salarios y precios".
Las consecuencias sociales de dicho plan económico, la PAEG, fueron negativas. Aunque la inflación se había reducido, aún era alta para los estándares internacionales. Y en combinación con las políticas de congelación de salarios, causó que los ingresos reales de los brasileños cayeran abruptamente, en aproximadamente un 25%, desde 1963 hasta 1967. Como consecuencia, la desnutrición y la mortalidad infantil aumentaron. La elite industrial brasileña también comenzó a actuar contra el gobierno; no solo se había visto afectada por la repentina apertura del mercado, sino que también el ajuste monetario aplicado bajo el PAEG había secado el crédito e indujo una recesión en la producción.
El fracaso general de tales reformas; la creciente oposición a la que se enfrentó el gobierno de Castelo Branco, incluso entre sectores que lo habían apoyado anteriormente; su cercanía con el gobierno de los Estados Unidos; y su indulgencia en la lucha contra los izquierdistas "subversivos": todo esto condujo a la ascensión, después de la muerte de Humberto de Alencar, Castelo Branco (Castelo Branco), de un conjunto diferente de gobernantes, uno que alteraría la política y economía de Brasil. Camino y sus relaciones con los Estados Unidos.

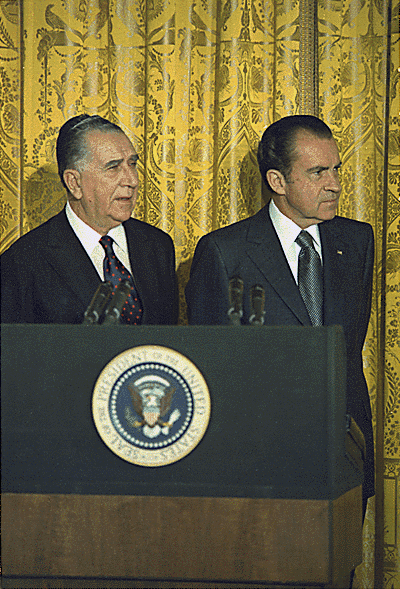
Presidentes Emílio Médici y Richard Nixon en la Casa Blanca, 7 de diciembre de 1971.

Después de su muerte en 1967, Castelo Branco fue sucedido por el General Artur da Costa e Silva. Costa e Silva recibió el apoyo de los industriales brasileños y del ala nacionalista de los militares, un sector más numeroso que los "castelistas", los partidarios de Castelo Branco. Se rumorea que, incluso antes de que Costa e Silva asumiera el cargo, le exigió al embajador de los Estados Unidos Lincoln Gordon que se fuera de Brasil antes de que el general asumiera la presidencia. Esto fue provocado por un presunto intento de Gordon para persuadir a Costa e Silva de no alterar las políticas económicas de Castelo Branco y restablecer las políticas estadistas y desarrollistas impuestas previamente por expresidentes civiles. Gordon fue reemplazado por el embajador John W. Tuthill. Con luz verde del Departamento de Estado de Estados Unidos, Tuthill puso en práctica la Operación Topsy, un procedimiento destinado a reducir el personal estadounidense empleado en la Embajada de los Estados Unidos en Brasilia (Brasilia). Como explicó en un artículo publicado en una edición de 1972 de la revista  Foreign Policy , el "omnipresen[ce]" del empleado de la embajada estadounidense en la escena política brasileña se había convertido en una causa de irritación entre las personas cada vez más antiamericanas. La población y los militares brasileños, que habían indicado, desde que Costa e Silva reemplazó a Castelo Branco, que el país seguiría su propia estrategia en asuntos políticos y económicos.
En su mayor parte, la administración de Nixon (1969–73) siguió siendo positiva a la dictadura brasileña. El alto crecimiento durante los años de Costa e Silva y Médici entusiasmó las esperanzas nacionalistas brasileñas de un mayor papel internacional, esperanzas que EE. UU. Brindó apoyo, ya que Brasil todavía se considera una de las naciones en desarrollo que más simpatiza con los Estados Unidos. Hubo, sin embargo, un enfriamiento en ambos lados. Por el lado de los Estados Unidos, esto se debía a los temores de estar vinculado con los abusos de su aliado. También angustió a los Estados Unidos el aumento del riesgo de secuestro que sus embajadores y diplomáticos enfrentaron en territorio brasileño durante esos años. Las tácticas de supresión de Médici contra activistas de izquierda fueron provocadas por los actos de guerrillas socialistas urbanas que comenzaron a florecer después del golpe de 1964. Uno de los objetivos favoritos de tales grupos eran los diplomáticos de los Estados Unidos.
En cuanto al lado brasileño, el enfriamiento tuvo que ver con muchos factores. Uno de ellos fue la guerra de Vietnam y la próxima, pero ya clara, la derrota de los Estados Unidos, un evento que facilitaría la reducción de la cooperación con la nación norteamericana. Otros factores fueron:
- la intención de aumentar el perfil del país mediante la creación de nuevas asociaciones y la inserción de nuevos valores en su política exterior. El gobierno brasileño tenía la esperanza de desempeñar un papel internacional más amplio. Eso, los nacionalistas creían que se debía lograr al convertirse en un líder entre las naciones en desarrollo. Para hacer eso, Brasil tuvo que aflojar sus lazos con la superpotencia capitalista y el mundo desarrollado en general. "Third Worldism" era una marca registrada de la retórica del Ministerio de Relaciones Exteriores. Se buscó un mayor acercamiento con África y Oriente Medio. En los foros económicos multilaterales, la diplomacia brasileña, que buscaba promover sus intereses económicos como un país en desarrollo, actuó en sinergia con la India y el Movimiento de Países No Alineados en la adopción de una posición revisionista hacia las naciones ricas. El no intervencionismo se insertó como un valor clave en la política exterior de Brasil, no solo como un medio para complacer a otras naciones en desarrollo, sino también para proteger al propio Brasil de las críticas con respecto a su política interna. Como resultado, comenzó a oponerse a la recreación de la Fuerza de Paz Interamericana (que se había disuelto en 1967).

- El problema de la proliferación nuclear. Brasil se negó a firmar el Tratado de No Proliferación Nuclear (NPT). Argumentó que el tratado era discriminatorio porque dividía injustificadamente al mundo en dos tipos diferentes de naciones: primero, los países en los que se podía confiar para usar sus armas de manera responsable. Estos eran exactamente los mismos países que para entonces ya se habían establecido como estados con armas nucleares: Estados Unidos, la Unión Soviética, el Reino Unido, Francia y China. Y segundo, estaba el resto del mundo, los países que tendrían que renunciar a la posibilidad de desarrollar tecnología nuclear y enriquecer uranio por sí mismos. El gobierno brasileño terminó rechazando el TNP como una infracción contra la soberanía.

A pesar de esto, aunque incluso la mayoría de las naciones europeas, como Gran Bretaña y Francia, se negaron a hacerlo, Brasil fue una de las pocas naciones occidentales que votaron junto a los Estados Unidos en contra de que la República Popular China se uniera a Naciones Unidas, en apoyo del aliado de Estados Unidos a la República de China en la Resolución de la Asamblea General de la ONU 2758 de 1971.

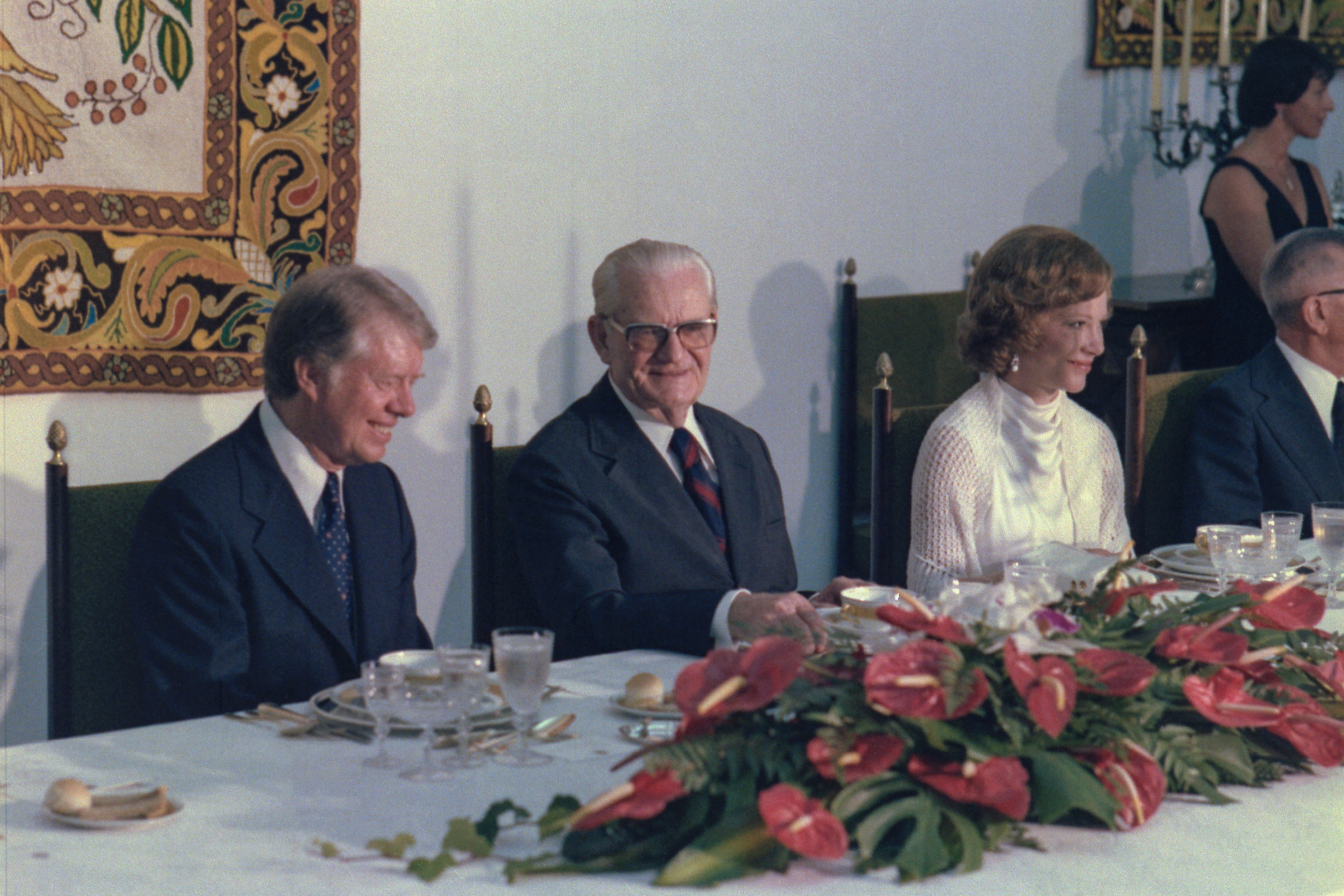
Ernesto Geisel (centro) con Jimmy Carter y la rimera Dama Rosalynn Carter en el Palácio da Alvorada, 29 de marzo de 1978.

La administración  Geisel (1974–79) marcó un enfriamiento definitivo de las relaciones brasileño-estadounidenses. Cuando Estados Unidos comenzó a aplicar aranceles elevados a los productos manufacturados brasileños, Ernesto Geisel buscó nuevos socios comerciales. Estos, los buscaría principalmente en otras naciones del Tercer Mundo (en África, por ejemplo). Pero en contraste con Costa e Silva y Médici, Geisel también comenzó a llegar a los países comunistas. En 1975, cuatro años antes de los EE. UU., Brasil restableció los lazos diplomáticos con China. Reconoció rápidamente la independencia de sus compatriotas Angola y Mozambique, dos países africanos cuya independencia del dominio portugués había sido provocada por revoluciones socialistas ayudadas por Cuba y por la Unión Soviética. En 1975, Brasil votó a favor de Resolución 3379, una resolución de los Estados Unidos patrocinada por naciones musulmanas que igualó sionismo con racismo. Solo otros dos países latinoamericanos, Cuba y México, votaron a favor del proyecto de ley. Al apoyarlo a costa de Israel, ya entonces un importante aliado de los Estados Unidos, la intención de Brasil era buscar relaciones más cercanas con las naciones árabes ricas en petróleo. Para entonces Brasil importaba el 80% del petróleo que consumía. Como tal, se vio muy afectado por la crisis del petróleo de 1973, un evento que tuvo un impacto tremendamente negativo en la cuenta corriente de Brasil y representó una gran amenaza contra su rápido crecimiento durante los años de Médici.
Cuando la administración de Carter reemplazó a la de Gerald Ford, otras dos cuestiones muy delicadas, los derechos humanos y la proliferación nuclear, llegaron al frente en las relaciones entre el gobierno de los Estados Unidos y Brasil.
En 1975, Brasil y Alemania Occidental establecieron un acuerdo de cooperación en energía nuclear con fines pacíficos. El acuerdo era transferir a Brasil todo el ciclo de generación nuclear y una fábrica de reactores nucleares. La fábrica permitiría la producción independiente de reactores nucleares a partir de 1978.
Los Estados Unidos se opusieron al acuerdo. En marzo de 1977, Jimmy Carter tomó medidas contra Brasil y Alemania: presionó a dos bancos estadounidenses, el Chase Manhattan Bank y el Eximbank, para suspender todas las actividades de financiamiento negoció con Brasil y suspendió el suministro de uranio enriquecido a Alemania. Quería obligar a ambos países a renunciar al acuerdo o a revisarlo para dar espacio a la introducción de salvaguardias integrales similares a las establecidas por el TNP. También quería que la construcción de las fábricas de los reactores nucleares fuera cancelada.

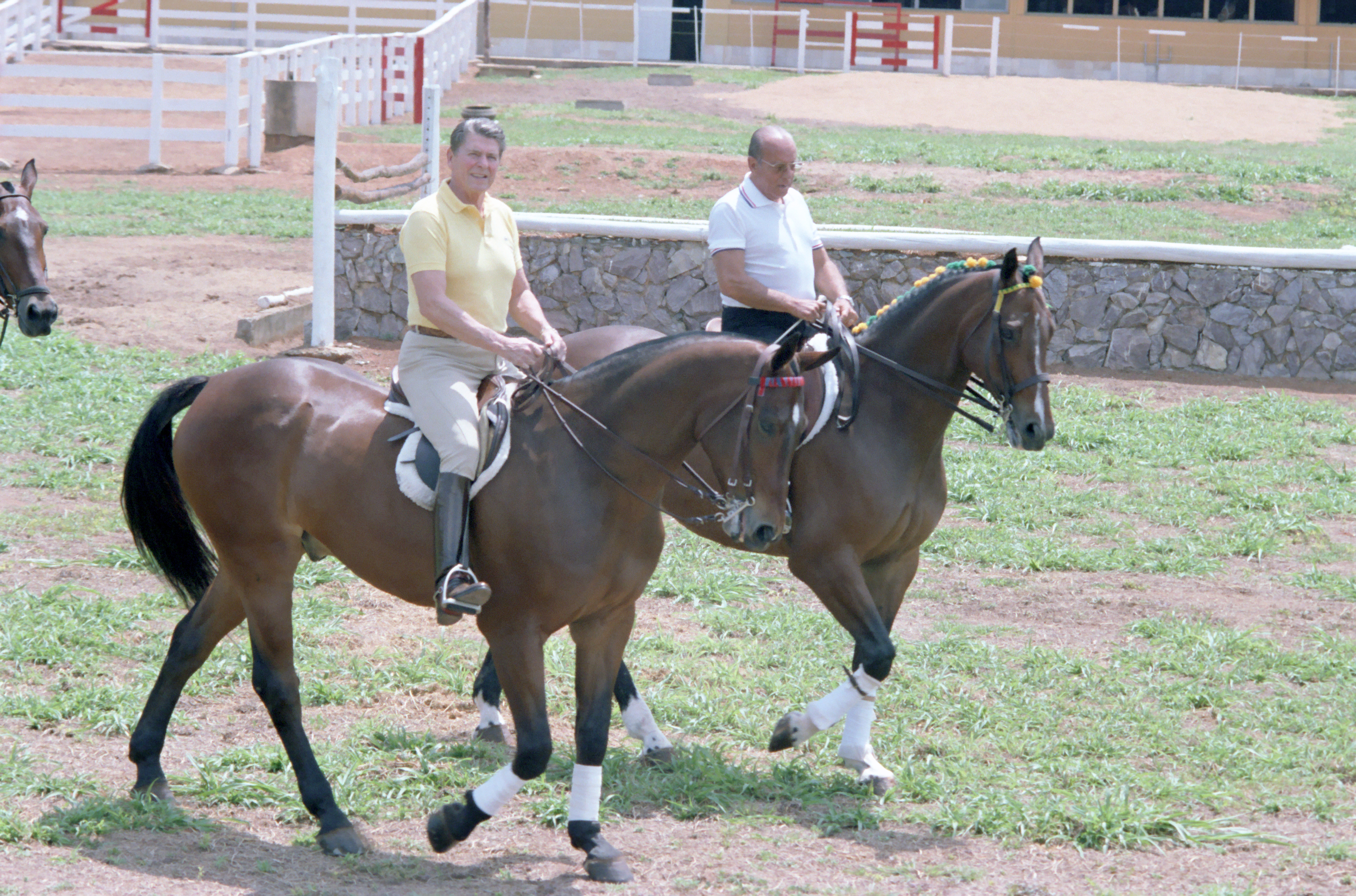
Presidentes Ronald Reagan y João Figueiredo montando caballos en Brasilia, Brasil, 1 de diciembre de 1982

A principios de la década de 1980, la tensión en las relaciones entre Estados Unidos y Brasil se centró en cuestiones económicas. Las represalias por prácticas comerciales desleales se avecinaban en el horizonte y amenazaban las exportaciones brasileñas de acero, jugo de naranja, aviones de pasajeros, calzado y textiles. Cuando el presidente Sarney asumió el cargo en 1985, surgieron nuevamente cuestiones políticas, como las exportaciones de armas de Brasil a Libia y Irán. La moratoria de la deuda externa de Brasil y su negativa a firmar el Tratado de no Proliferación hicieron que los Estados Unidos pusieran a Brasil en su lista negra obligatoria, restringiendo así el acceso de Brasil a ciertas tecnologías de los Estados Unidos.

#### Fin de la Guerra Fría; Regreso a la democracia en Brasil
Al asumir el cargo en marzo de 1990, el presidente Collor buscó un rápido relanzamiento con los Estados Unidos para comenzar una política agresiva de inserción de Brasil en la economía mundial y colocarlo en la mesa de negociaciones de las potencias mundiales. . La administración Franco mantuvo una postura independiente y reaccionó fríamente a las propuestas de la administración  Clinton para una zona de libre comercio de América Latina.

### SigloXXI
Las relaciones de los Estados Unidos con el gobierno  Cardoso de 1995 a 2002 fueron buenas. Cardoso hizo un viaje muy exitoso a  Washington y Nueva York en 1995 y la administración Clinton se mostró muy entusiasta con respecto a la aprobación de las enmiendas constitucionales que abrieron la economía brasileña a una mayor participación internacional.[cita requerida]
El gobierno Bush llegó a ver a Brasil como un socio fuerte cuya cooperación debe buscarse para resolver problemas regionales y globales. Los temas de preocupación tanto para Brasil como para los Estados Unidos incluyeron antinarcóticos y el terrorismo, la seguridad energética, el comercio, los problemas ambientales, los derechos humanos y el VIH/sida.[cita requerida]

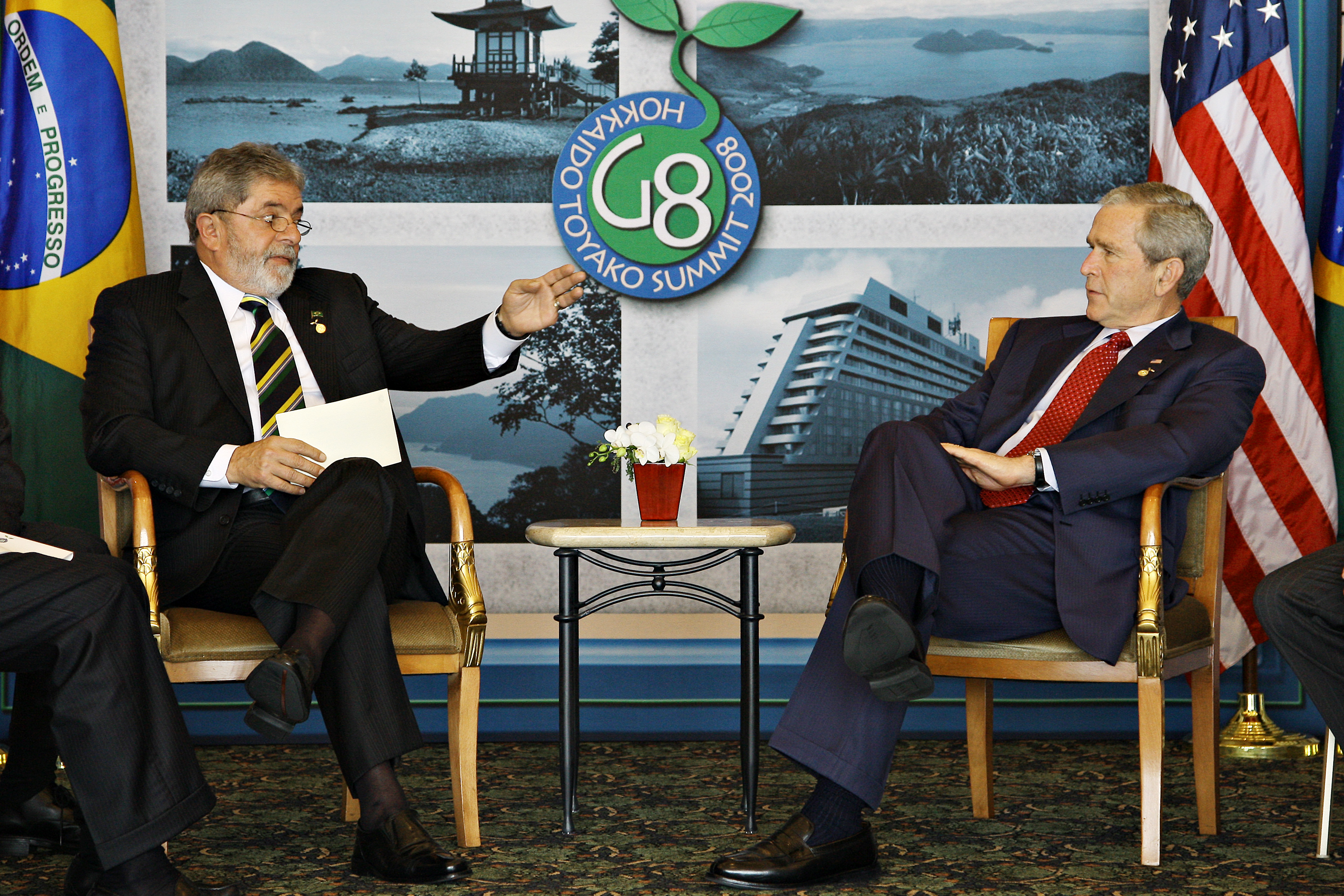
Presidentes George W. Bush y Luiz Inácio Lula da Silva en 2008.

Tras los ataques del 11 de septiembre de 2001, Brasil fue el primero en proponer la invocación del Tratado Interamericano de Asistencia Recíproca, también conocido como el Tratado de Río, que estipula que "un ataque armado a un miembro debe ser considerado un ataque a todos ". El tratado se activó el 19 de septiembre en una reunión de ministros de relaciones exteriores del hemisferio occidental en la Organización de los Estados Americanos. El 1 de octubre, el presidente Cardoso declaró que Estados Unidos no había solicitado el apoyo militar brasileño y que Brasil no tiene la intención de ofrecer ninguno. A pesar del apoyo inicial de Brasil a los Estados Unidos, no optó por unirse activamente a la Guerra contra el Terror y al presidente  Lula, se opuso firmemente a la guerra de Irak del gobierno de Bush.
No obstante, las relaciones bilaterales se consideraron bastante cercanas, a pesar de los diferentes enfoques políticos de Lula y Bush sobre diversos temas. El 20 de junio de 2003, el presidente Lula realizó una visita oficial a los Estados Unidos, y él y el presidente Bush resolvieron "crear una relación [bilateral] más estrecha y cualitativamente más sólida". El 6 de noviembre de 2005, el presidente Bush visitó Brasilia y los dos líderes reafirmaron las buenas relaciones entre los países y se comprometieron a trabajar juntos para promover la paz, la democracia y una conclusión exitosa de la Ronda de Doha de negociaciones comerciales El presidente Bush agradeció a Brasil por ejercer un liderazgo en el mundo y en el hemisferio, incluido el papel de Brasil en la fuerza de paz en Haití (MINUSTAH), y los esfuerzos mundiales para controlar VIH/sida.
Los funcionarios brasileños y estadounidenses firmaron un acuerdo para promover una mayor producción y uso de etanol en todo el mundo. El acuerdo se alcanzó después de la visita del Presidente Bush a Brasil el 9 de marzo de 2007 y mediante una visita del Presidente Lula a Camp David el 31 de marzo de 2007.
Después de la muerte de Osama bin Laden en 2011, Ministro de Relaciones Exteriores de Brasil Antonio Patriota dijo que "estamos muy preocupados de que haya represalias". Esperamos que este evento no desencadene un ataque ". pero agregó que era "importante y positivo" con el mundo árabe pidiendo una mayor libertad de expresión. Continuó: "En la medida en que Al Qaeda y Osama bin Laden estaban detrás de estrategias políticas que dan prioridad a los actos de terrorismo, [el gobierno brasileño] solo puede expresar nuestra solidaridad con las víctimas y con quienes buscan justicia".
En los últimos años, Brasil, con su papel cada vez más destacado como la nación líder más fuerte e influyente de América Latina, generalmente ha tratado de cooperar con Washington en temas específicos de interés mutuo en lugar de desarrollar una relación privilegiada que abarque todo. con los estados unidos. Mientras que Brasil ha profundizado sus lazos estratégicos con rivales estadounidenses jurados como Irán, Cuba, Venezuela y Rusia, y reconocimiento expresado de Palestina como estado no miembro (a lo que se opuso Estados Unidos), se ha mantenido relativamente centrista, adoptando una postura neutral y no intervencionista en la mayoría de los foros internacionales. problemas, como abstenerse en Resolución 1973 del Consejo de Seguridad de las Naciones Unidas permitiendo intervención militar en la guerra de Libia.

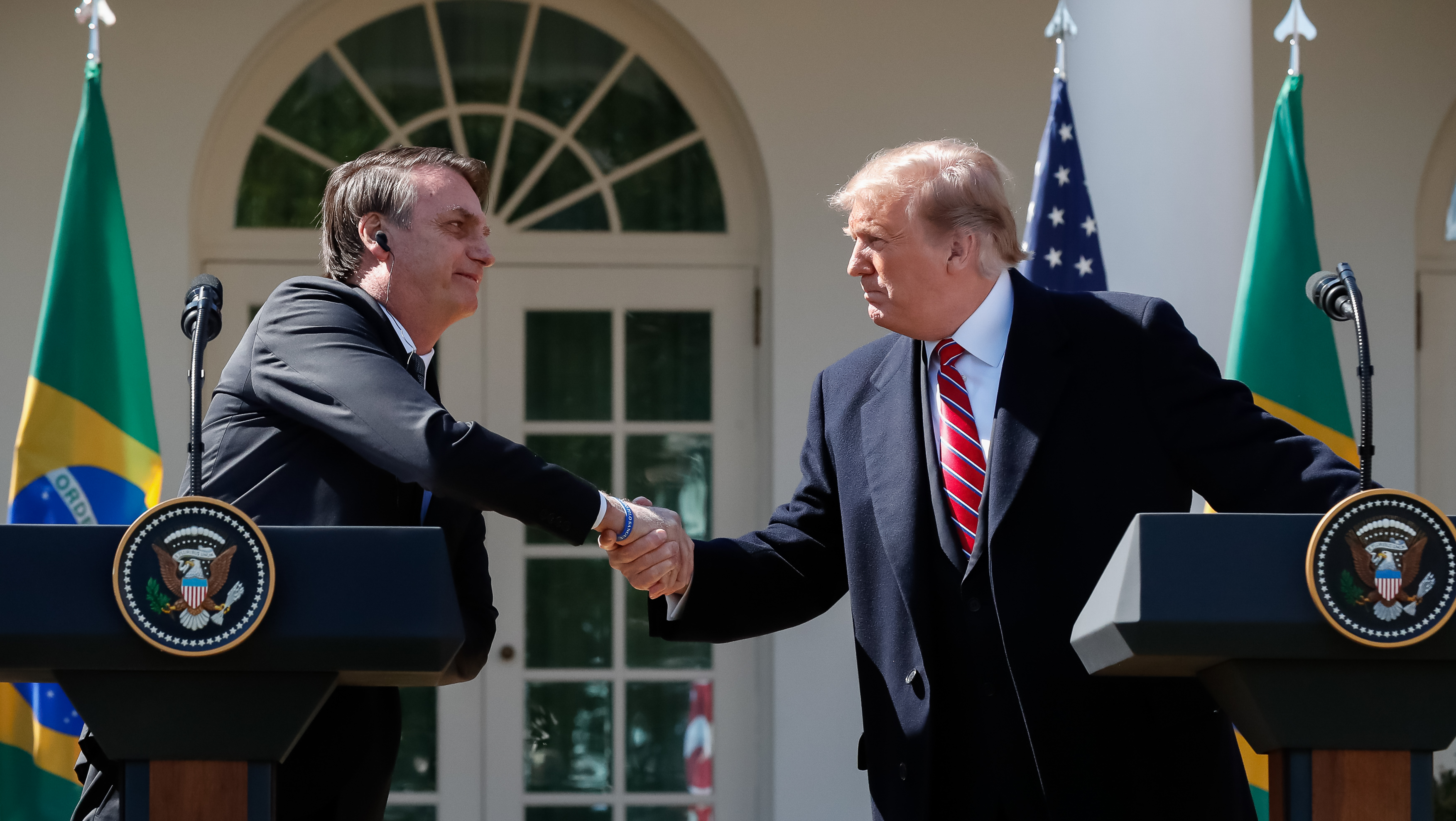
El 45° Presidente de los Estados Unidos Donald Trump junto al 38.° Presidente de la República Federativa del Brasil Jair Bolsonaro en marzo de 2019.

Los dos países volvieron a acercarse con la victoria del presidente de derecha, Jair Bolsonaro en Brasil. En la primera visita oficial del presidente brasileño a Estados Unidos, en marzo de 2019, Trump anunció a Brasil como principal aliado no perteneciente a la OTAN. En mayo, el gobierno de Estados Unidos, a través de Kimberly Breier, secretaria de Estado adjunta para Asuntos del Hemisferio Occidental, anunció el apoyo formal al ingreso de Brasil en la OCDE.

## Asuntos actuales

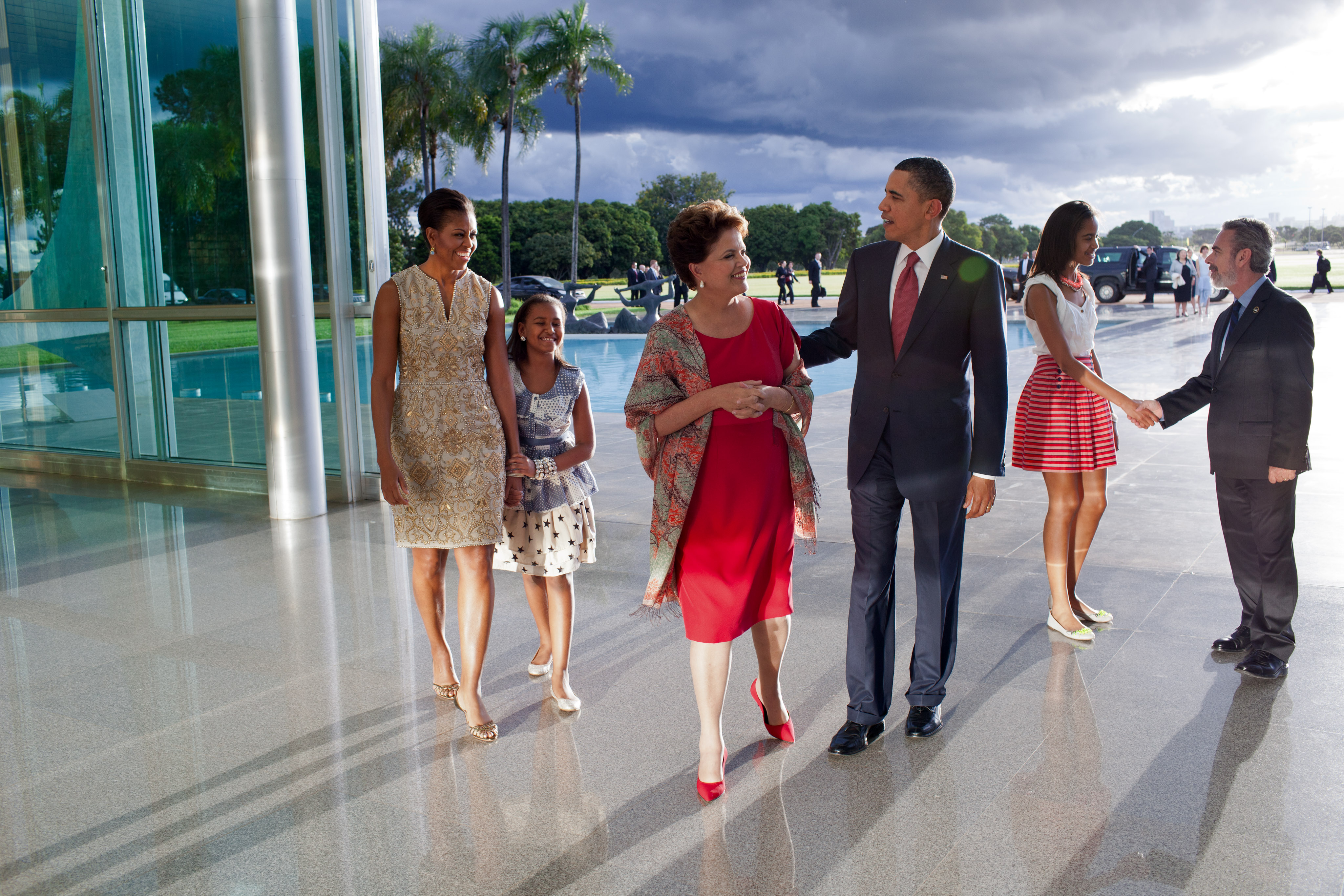
La presidenta Dilma Rousseff y la ministra de Relaciones Exteriores Antonio Patriota saludan al presidente Barack Obama y su familia a su llegada al Palácio da Alvorada en Brasilia, 19 de marzo de 2011.

Durante su primera reunión en Washington el 14 de marzo de 2009, el presidente de los Estados Unidos Barack Obama y su contraparte brasileña, el entonces presidente Luiz Inácio Lula da Silva, discutieron la economía, la energía, el medio ambiente y la custodia. Caso de un niño estadounidense llevado a Brasil. "He sido un gran admirador de Brasil y un gran admirador del liderazgo progresista y progresista que el presidente Lula ha mostrado en toda América Latina y en todo el mundo", dijo Obama después de la reunión. "Tenemos una amistad muy fuerte entre los dos países, pero siempre podemos hacerla más fuerte", agregó.
La cuestión del secuestro de niños de los Estados Unidos a Brasil ha sido planteada por Obama, la secretaria de Estado Hillary Clinton, la Cámara de Representantes de los Estados Unidos y Otros funcionarios estadounidenses y los principales medios de comunicación. A diciembre de 2009, hay 66 niños estadounidenses que fueron llevados por uno de sus padres a vivir en Brasil. Si bien Brasil está obligado por la Convención de La Haya sobre los Aspectos Civiles de la Sustracción Internacional de Menores a devolver a cada niño a los Estados Unidos, no lo ha hecho. Según el tratado, uno de los padres no puede huir de la jurisdicción legal donde reside el niño, "su residencia habitual", para comprar un lugar de corte más favorable en otro país para impugnar la custodia.
Brasil ha expresado recientemente su descontento por la posición de los Estados Unidos de reconocer los resultados de las elecciones generales de  Honduras de 2009. Brasil rechaza el resultado de la elección en Honduras.
A partir de 2012, Brasil y Estados Unidos discreparon sobre la política monetaria, pero siguieron teniendo una relación positiva.
Según el informe especial Financial Times sobre las relaciones entre Brasil y Estados Unidos, las relaciones bilaterales se han caracterizado como históricamente cordiales, aunque más recientemente han ocurrido episodios de frustración. El expresidente de Brasil, Lula da Silva, "provocó la sospecha de Estados Unidos en 2010 cuando trató de intervenir junto a Turquía en la disputa sobre el programa nuclear de Irán". Junto con la anterior presidenta de Brasil, Dilma Rousseff, su "Partido de los Trabajadores" en el poder ha sido amigo tradicionalmente de regímenes considerados poco agradables por los EE. UU., como Cuba y Venezuela bajo el poder del recientemente fallecido Hugo Chávez". A lo largo de todo, sin embargo, el comercio ha seguido creciendo, pasando de $ 28 mil millones en 2002 a casi $ 77 mil millones en 2012, con un superávit de $ 11.6 mil millones a favor de los Estados Unidos. La cooperación en defensa también ha mejorado. Los Estados Unidos han mantenido su orden para los aviones de ataque ligeros brasileños, que representan el primer contrato de este tipo con el ejército de los Estados Unidos. "Embraer, el constructor brasileño de la aeronave, firmó un acuerdo de cooperación con Boeing para desarrollar un avión de transporte militar con motor a reacción. Esto ha fortalecido las aspiraciones en Washington de que EE. UU. fuerza con los luchadores".

### Mass surveillance scandal
Las relaciones Brasil-EE. UU. se agriaron en julio de 2013 cuando Glenn Greenwald escribió una serie de artículos en el periódico O Globo de Brasil que revelaba que Brasil era uno de los objetivos más grandes de la vigilancia masiva de la Agencia de Seguridad Nacional de los Estados Unidos programa. El gobierno de Brasil denunció las actividades de la NSA y dijo que consideraría llevar el tema a Naciones Unidas.
El 1 de septiembre de 2013, Rede Globo de Brasil reveló que el programa de espionaje de la Agencia de Seguridad Nacional apuntó directamente a las comunicaciones de la presidenta Dilma Rousseff y sus principales ayudantes. La historia fue descubierta por Glenn Greenwald basándose en documentos de la NSA filtrados por Edward Snowden. Los documentos describían cómo la NSA usaba sus programas de computadora para obtener acceso a correos electrónicos, llamadas telefónicas y mensajes de texto de Rousseff y sus ayudantes. El 2 de septiembre de 2013, Rousseff convocó una reunión de emergencia con sus miembros [gabinete de Brasil] para discutir las revelaciones. El embajador de los Estados Unidos en Brasilia,  Thomas Shannon, fue convocado al Ministerio de Relaciones Exteriores (Brasil) para explicar el espionaje de los EE. UU. el gobierno brasileño convocó una conferencia de prensa para denunciar el acto como una "violación inaceptable de la soberanía" y para anunciar que había solicitado una explicación inmediata del gobierno de los Estados Unidos.
El 5 de septiembre de 2013, el gobierno de Brasil anunció que había cancelado un viaje a Washington de un equipo de asesores que prepararía la [visita de estado] de Rousseff a los Estados Unidos en octubre. La cancelación fue vista como una señal más de que las relaciones entre los dos países se estaban desgastando cada vez más por el tema. El presidente Rousseff se reunió con el presidente Obama al margen de la cumbre del G-20 en San Petersburgo, Rusia, para discutir el incidente. En una conferencia de prensa antes de partir a Brasilia, Rousseff reveló la conversación que tuvo con el presidente Obama y dijo que expresó "su indignación personal y la de mi país con respecto al presunto espionaje contra el gobierno, embajadas, empresas y ciudadanos brasileños por parte de la Agencia de Seguridad Nacional". de los Estados Unidos." Según Rousseff, le dijo al presidente Obama que Brasil plantearía el tema en las Naciones Unidas y en otras organizaciones internacionales, y propondría reglas y procedimientos con respecto a gobernanza de internet para detener los programas de vigilancia masiva.

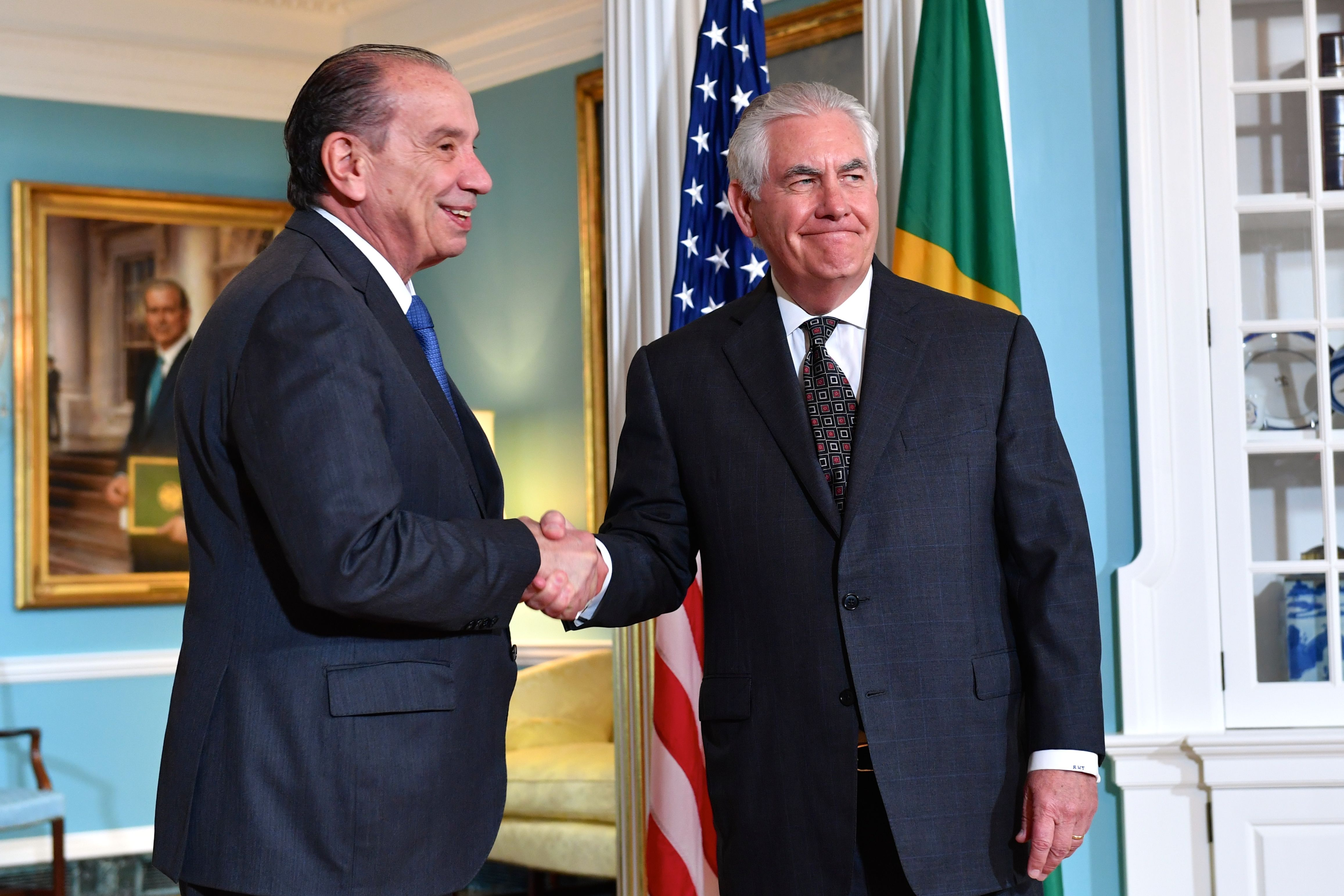
El Secretario de Estado de los Estados Unidos Rex Tillerson con el ministro de Relaciones Exteriores de Brasil Aloysio Nunes en el Departamento de Estado de los Estados Unidos en Washington D. C., el 2 de junio de 2017.

El 24 de septiembre de 2013, Rousseff pronunció un discurso de apertura en la Asamblea General de la ONU condenando los métodos de recopilación de inteligencia de los Estados Unidos en general, pero específicamente de ciudadanos brasileños, corporaciones y funcionarios gubernamentales.

#### Reacción
Michael Shifter, presidente de Diálogo Interamericano, consideró las revelaciones "un gran golpe para el esfuerzo por aumentar la confianza entre las dos naciones" y agregó que la relación "Brasil-Estados Unidos estaba bajo amenaza . "
Al dirigirse a la sesión de apertura de la Asamblea General de la ONU en septiembre de 2014, Rousseff criticó duramente la estrategia de los Estados Unidos de formar una coalición internacional para contrarrestar con ataques militares los avances del Estado Islámico en Irak y Siria (ISIS), instando a la negociación en lugar de la fuerza. Esta postura, y el silencio de Brasil ante la invasión rusa y la anexión de Crimea pueden hacer menos probables las posibilidades de que Brasil logre su antiguo deseo de ganar un asiento permanente en el Consejo de Seguridad de Naciones Unidas.
En junio de 2015, el presidente Barack Obama y el presidente brasileño Rousseff se reunieron casi dos años después de que Rousseff cancelara una rara visita de estado a Washington tras las revelaciones de que Brasil era un objetivo de los programas de espionaje estadounidenses. Estados Unidos está buscando comercio e inversiones bilaterales, ya que China ha superado a los Estados Unidos como el mayor socio comercial de Brasil. Rousseff viajó a Nueva York para reunirse con banqueros de inversión y a Silicon Valley para desarrollar negocios para la industria de tecnología de la información de Brasil. Las relaciones entre los EE. UU. Y Brasil desde entonces han mejorado, y de hecho, los EE. UU. Siguen siendo el principal inversionista en Brasil tanto en IED como en el número de transacciones de M&A.

## Misiones diplomáticas
| De Brasil - Washington D. C. (Embajada y Consulado-General) - Atlanta (Consulado General) - Boston (Consulado General) - Chicago (Consulado General) - Hartford (Consulado General) - Houston (Consulado General) - Los Ángeles (Consulado General) - Miami (Consulado General) - Nueva York (Consulado General) - Orlando (Consulado General) - San Francisco (Consulado General) | De los Estados Unidos - Brasilia (Embajada) - Porto Alegre (Consulado General) - Recife (Consulado General) - Río de Janeiro (Consulado General) - São Paulo (Consulado General) - Belo Horizonte (Oficina de la Embajada) |

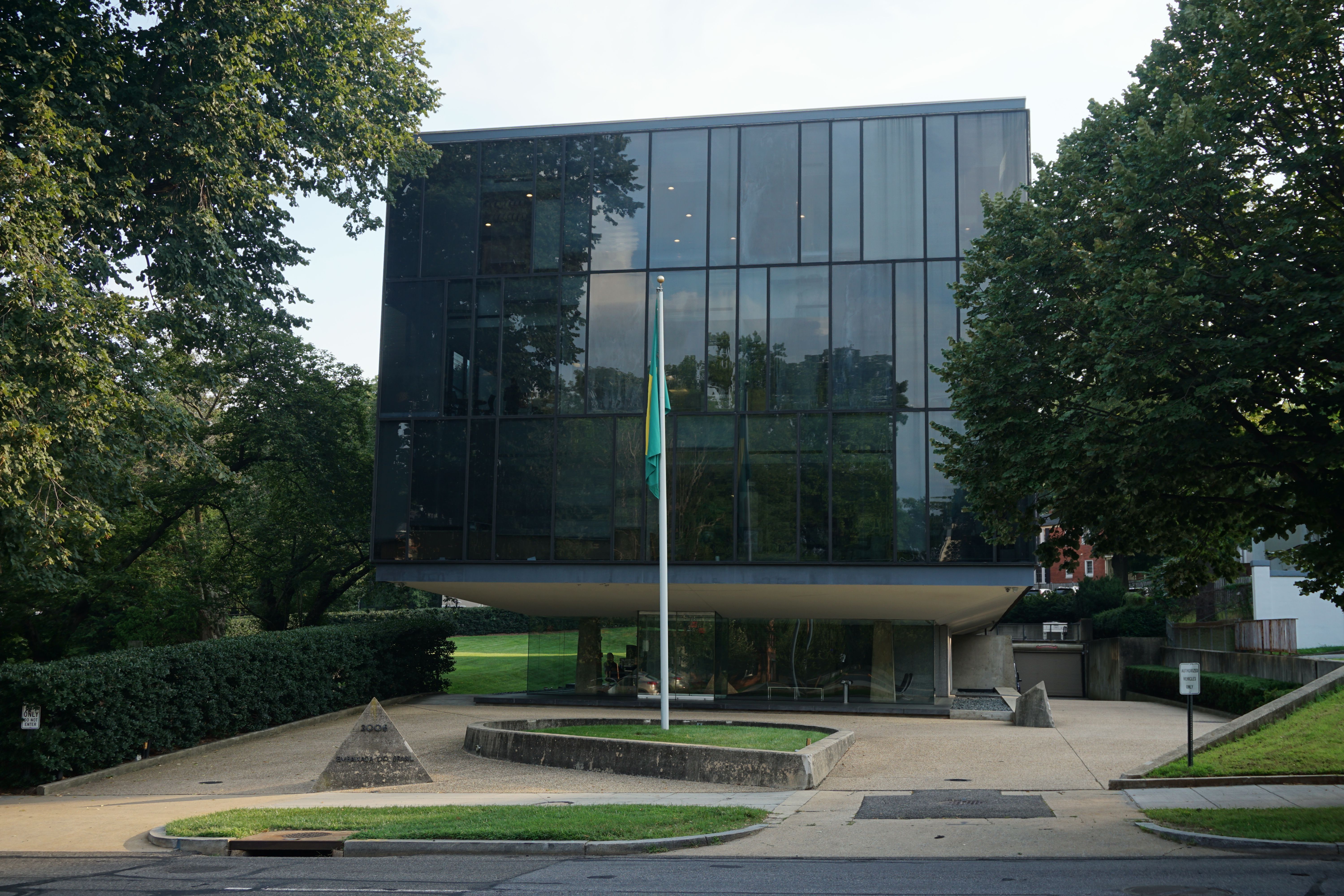
Embajada de Brasil en Washington, D.C.
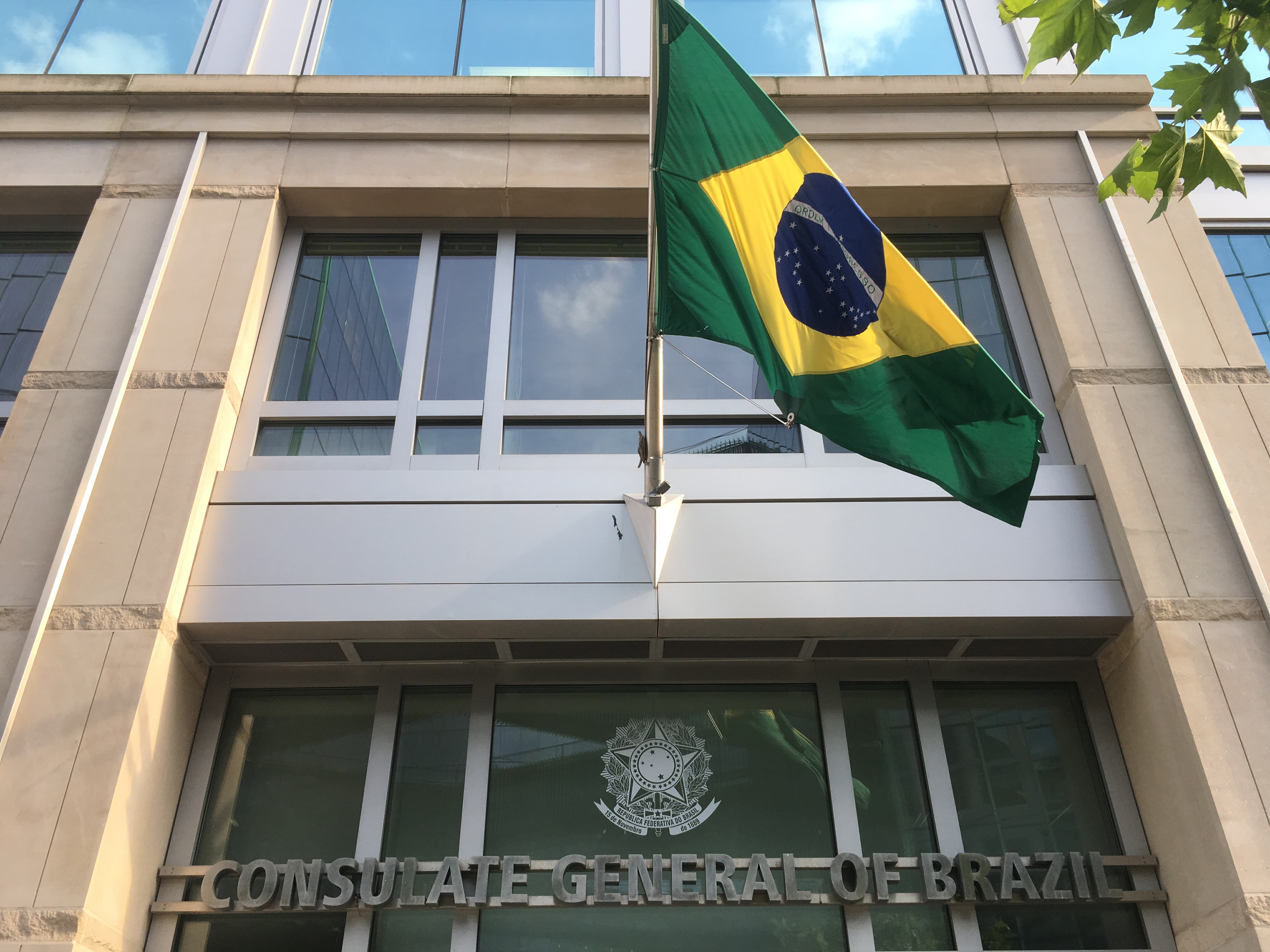
Consulado-General de Brasil en Washington, D.C.
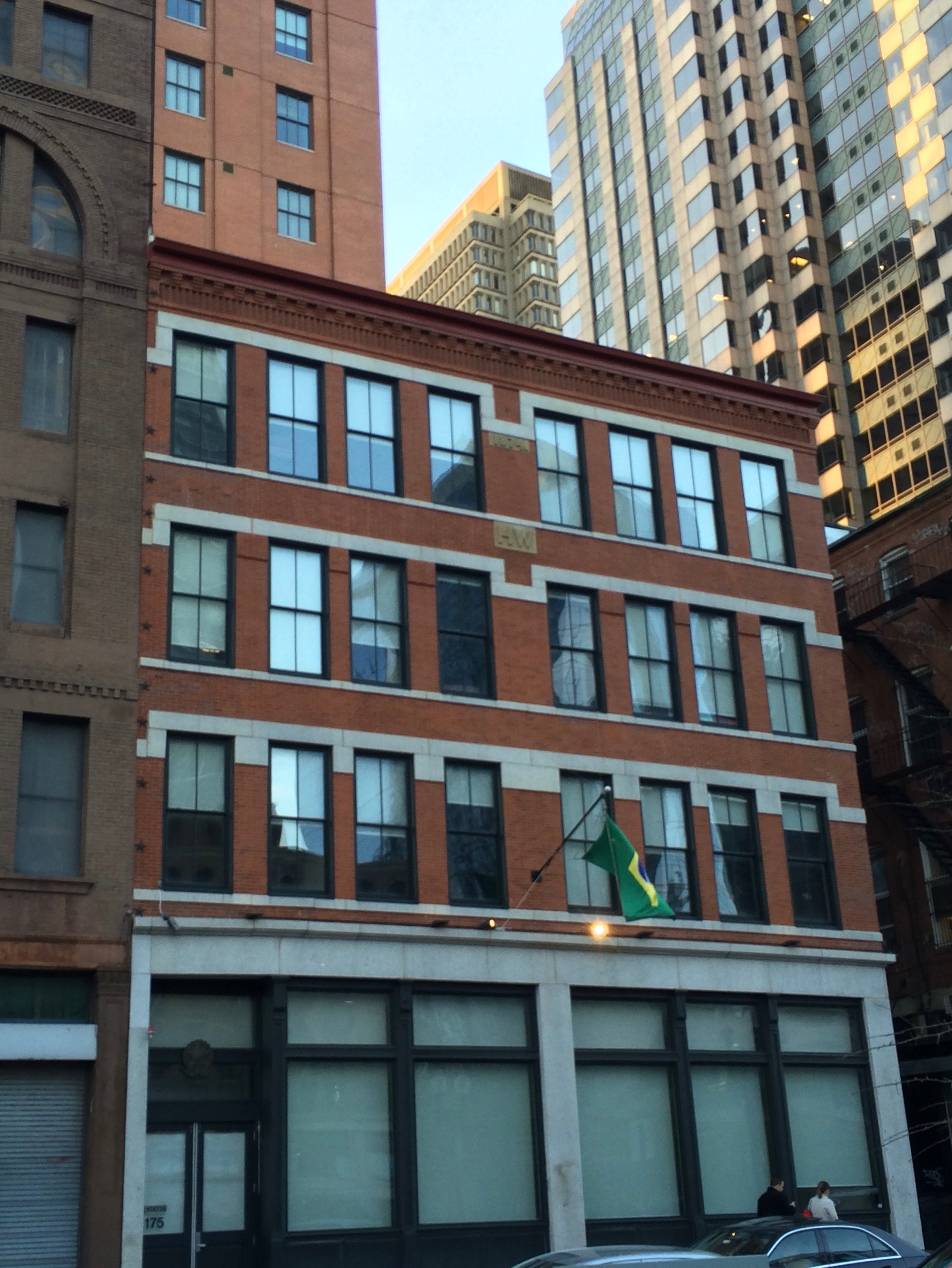
Consulado-General de Brasil en Boston

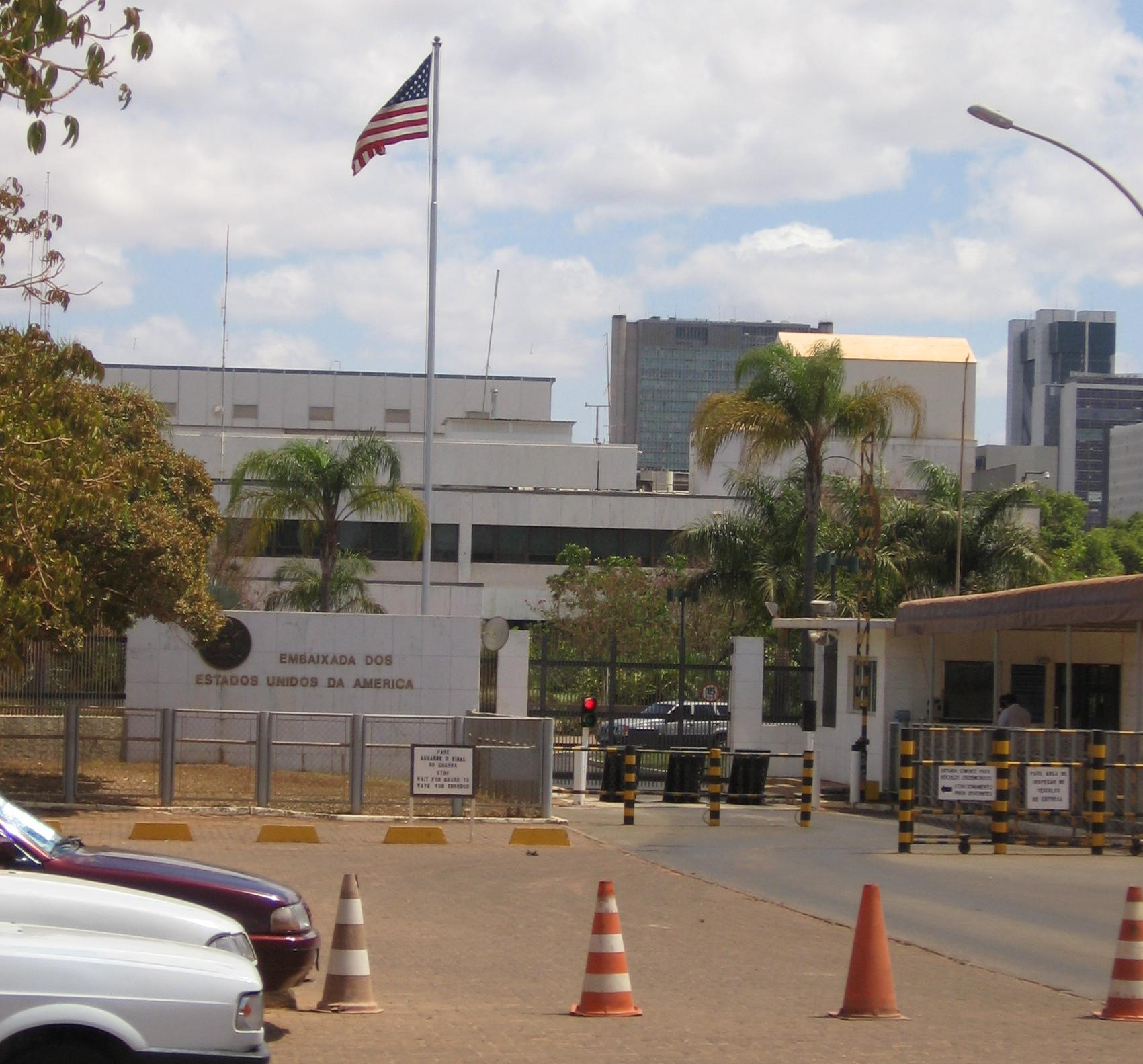
Embajada de Estados Unidos en Brasilia
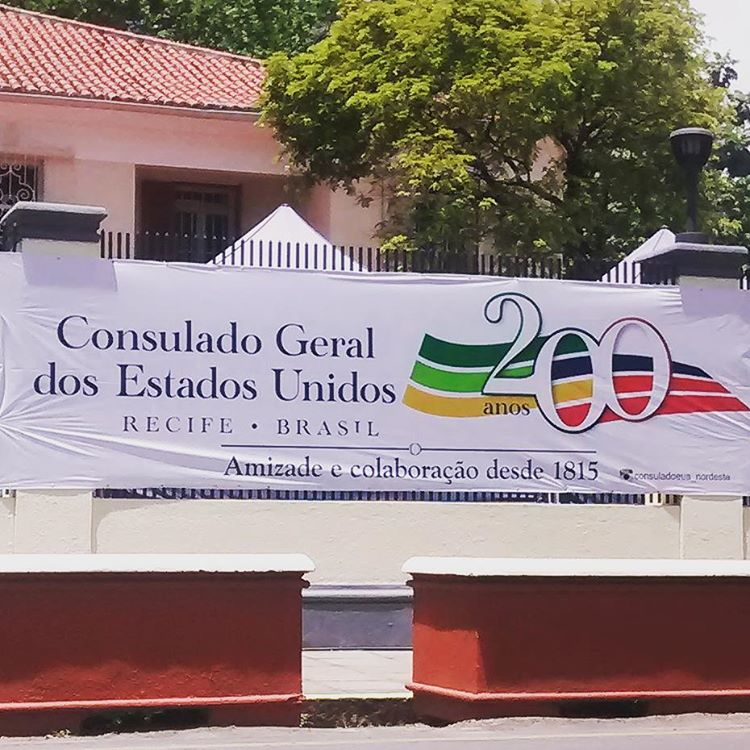
Consulado-General de Estados Unidos en Recife
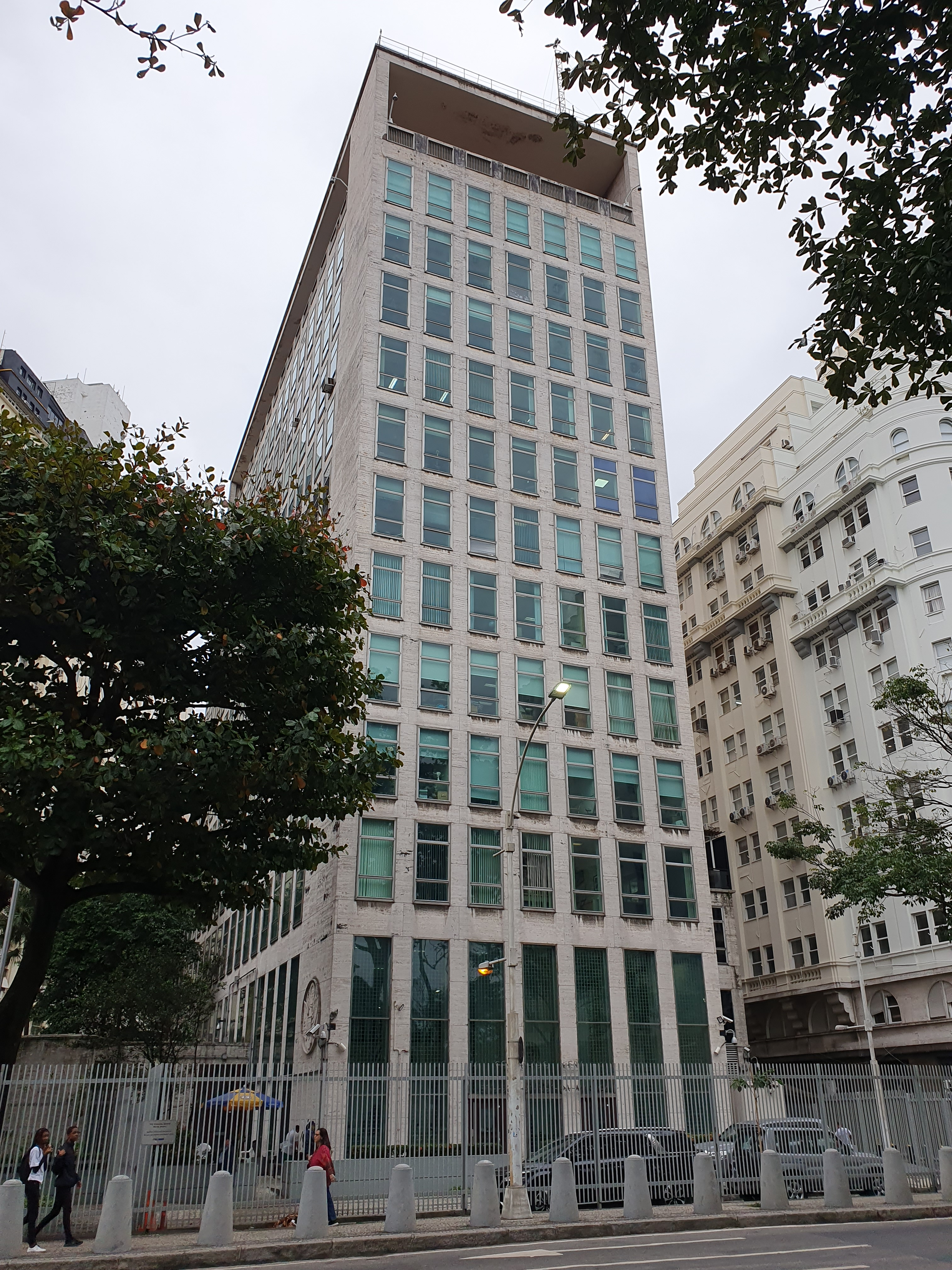
Consulado-General de Estados Unidos en Río de Janeiro